# Matt Edwards (Schauspieler)
Matt Edwards (* 11. Dezember 1982) ist ein britischer Zauberkünstler, Stand-up-Comedian und Schauspieler.

## Leben
Edwards stammte aus der englischen Grafschaft Suffolk. Bereits im Kindesalter von fünf Jahren versuchte er sich an ersten Zaubertricks. Mit 16 Jahren brach er die Schule ab und folgte einem Freund nach Paris um seine Karriere als Zauberkünstler voranzubringen. In Paris erhielt er eine professionelle Zaubererausbildung. Danach trat er als Solokünstler in Erscheinung und wurde als Entertainer für Fahrten auf Kreuzfahrtschiffen und Ferienlagern gebucht. Er schrieb und inszenierte Programme für das House of Illusion. 2017 nahm er an der elften Staffel der britischen Castingshow Britain’s Got Talent teil und erreichte den vierten Platz. Bei seinen Vorführungen kombinierte er Magie mit Komik und konnte die Juroren, darunter Simon Cowell, der erst besorgt aufgrund Edwards „nerviger Stimme“ war, begeistern.
2019 wurde er für die Fernsehserie Pan Tau in der gleichnamigen Hauptrolle gecastet. Regisseurin Franziska Meyer Price gab zu, dass in Deutschland kein passender Schauspieler für die Rolle gefunden wurde und man auf Edwards über Videos auf YouTube aufmerksam geworden sind. Während der Dreharbeiten der deutsch-britischen Produktion äußerte sich Edwards begeistert über seinen Schauspielkollegen Helmfried von Lüttichau, aufgrund dessen englischen Akzent Edwards Familie ihn für einen Briten hielten. Ab 2020 erschienen insgesamt 14 Episoden der Serie. Zuvor wirkte er in zwei Episoden der deutschen Fernsehserie Drinnen – Im Internet sind alle gleich mit.

## Filmografie (Auswahl)
- 2020: Drinnen – Im Internet sind alle gleich (Fernsehserie, 2 Episoden)
- 2020: Pan Tau (Fernsehserie, 14 Episoden)

### Fernsehauftritte
- 2013: Funny Business (Fernsehdokuserie, Episode 1x03)
- 2017: Britain’s Got Talent (Fernsehsendung)
- 2020: ZDF-Morgenmagazin (Fernsehsendung)